# Allotrichoma biroi
Allotrichoma biroi är en tvåvingeart som beskrevs av Cresson 1929. Allotrichoma biroi ingår i släktet Allotrichoma och familjen vattenflugor. Inga underarter finns listade i Catalogue of Life.